# Frederik Winther (fodboldspiller, født 2001)
Frederik Winther (født 4. januar 2001) er en dansk fodboldspiller, der spiller for den svenske klub Hammarby IF.